# جبل ميرو (تنزانيا)
جبل ميرو هو بركان خامد يقع على بعد 70 كيلومترًا (43 ميل) غرب جبل كليمنجارو في دولة تنزانيا. على ارتفاع 4562.13 مترا (14968 قدمًا)،يمكن رؤيته من جبل كليمنجارو في يوم صافٍ، وهو خامس أعلى جبل في إفريقيا، اعتمادًا على التعريف.
يقع جبل ميرو إلى الشمال مباشرة من مدينة أروشا، في منطقة أروشا في تنزانيا. وهو ثاني أعلى جبل في تنزانيا بعد جبل كليمنجارو. يتم استخدام طريق موميلا - الذي يبدأ عند بوابة موميلا، على الجانب الشرقي من الجبل - لتسلق جبل ميرو.
فقد الجبل معظم كتلته قبل حوالي 7800 سنة بسبب انهيار القمة. في الآونة الأخيرة، حدث انفجار طفيف في جبل ميرو عام 1910. ربما تعكس المخاريط الصغيرة العديدة والفوهات التي شوهدت في المنطقة حلقات عديدة من النشاط البركاني. يبلغ عرض فوهة جبل ميرو 2.2 ميل (3.5 كم).

## صور

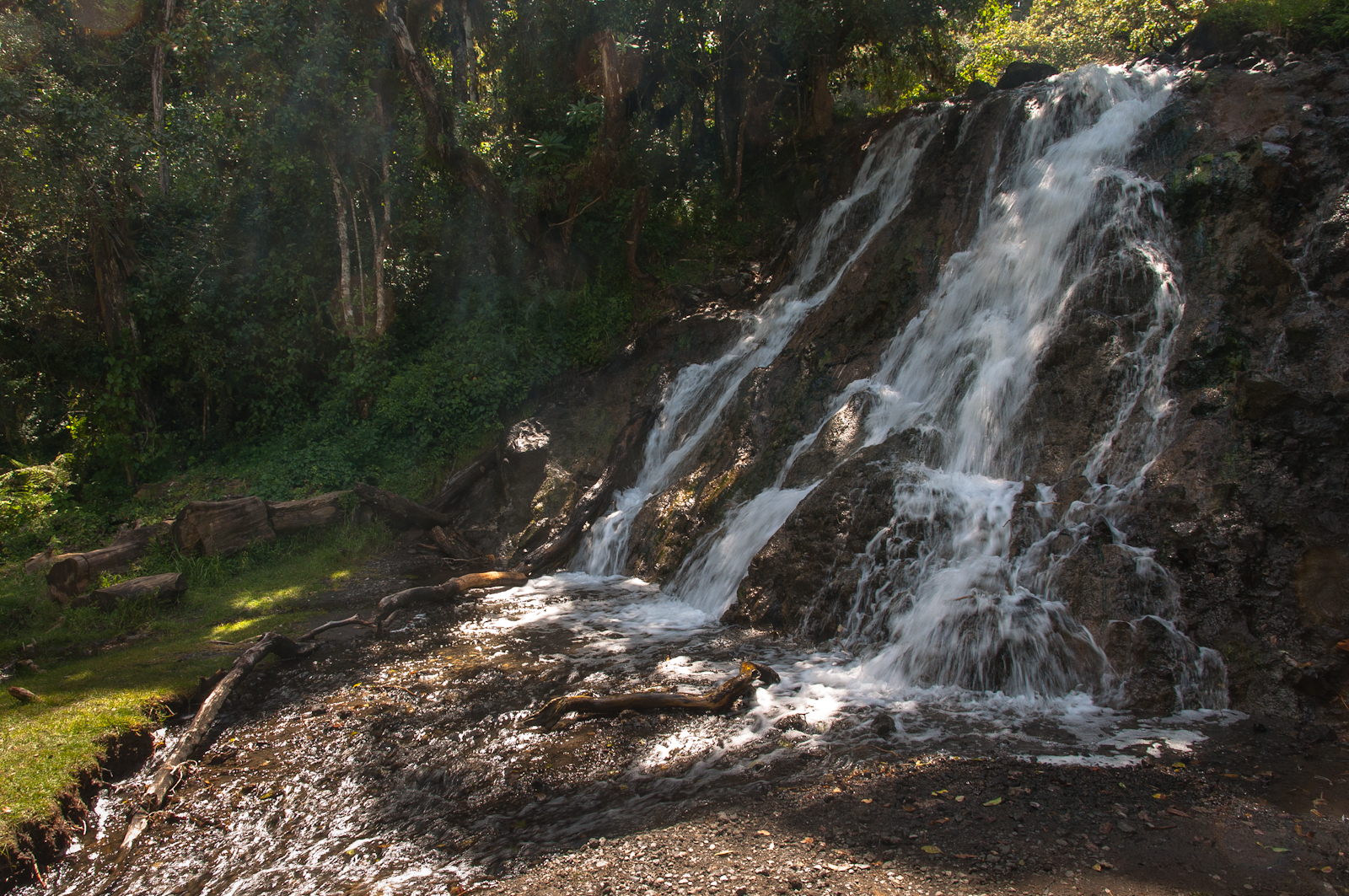
جدول من جبل ميرو
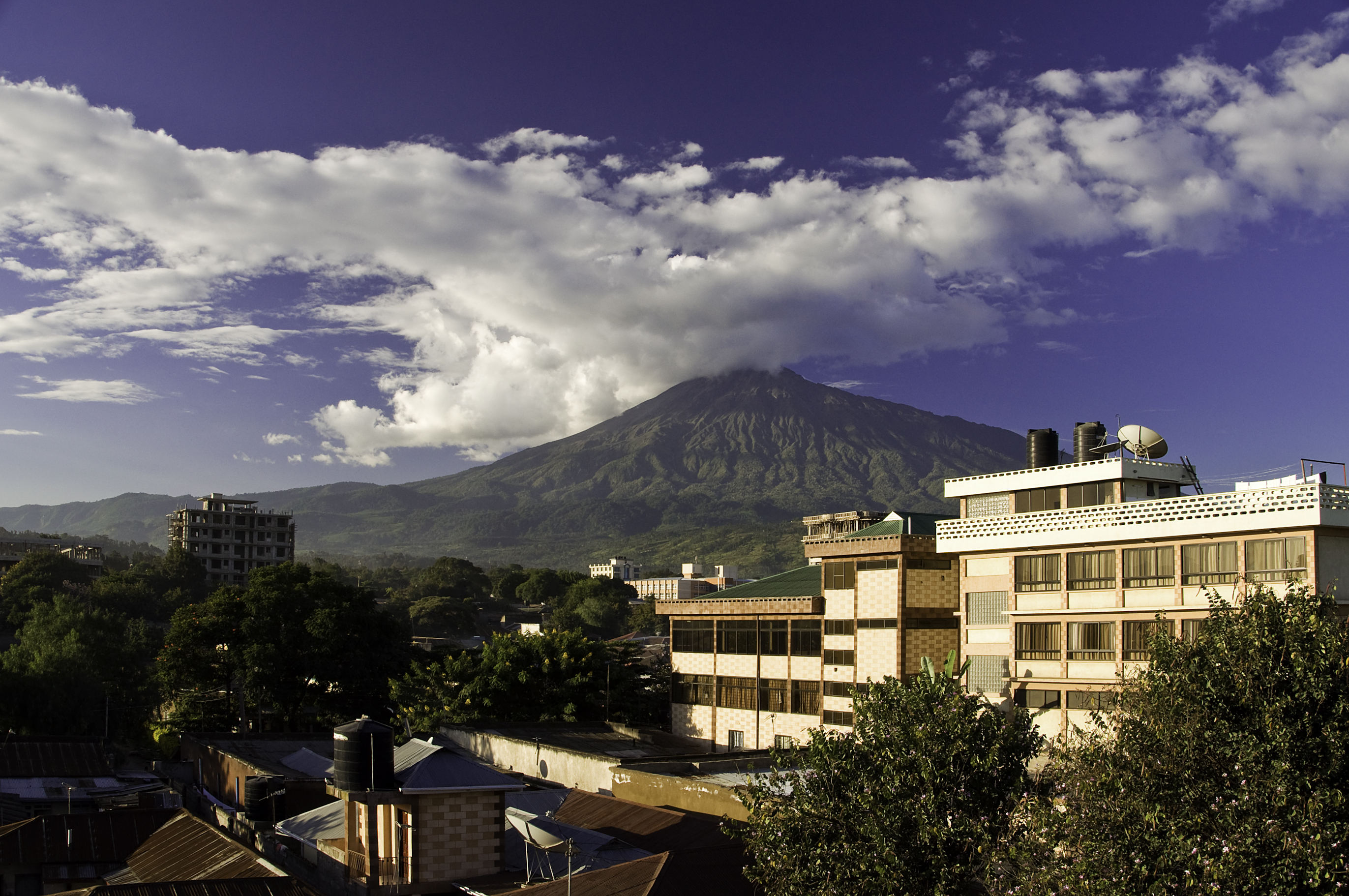
جبل ميرو من مدينة أروشا
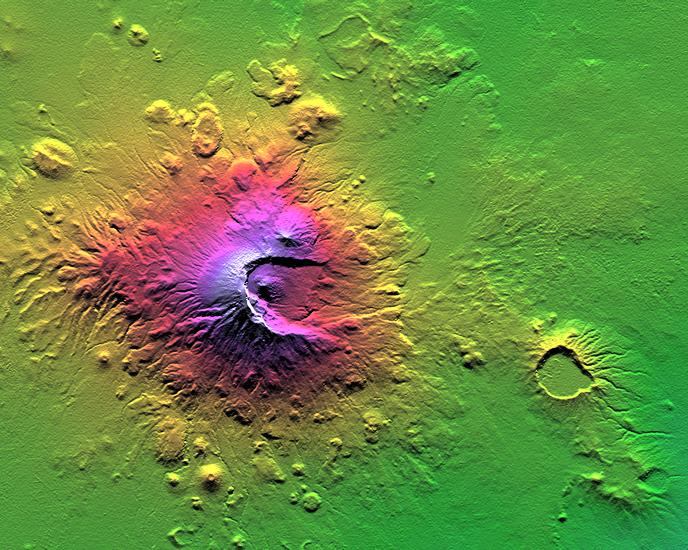
طبغرافيا جبل ميرو
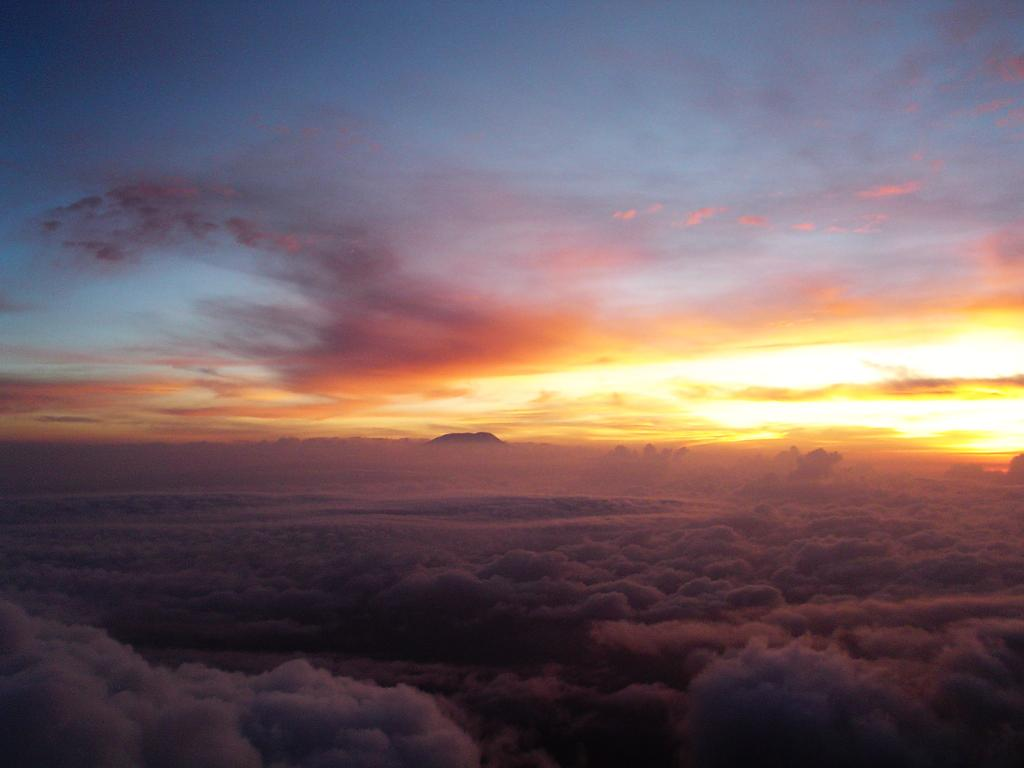
شروق الشمس من جبل كليمينجارو من جبل ميرو